# Samuel Wistenius
Samuel Wistenius, född 21 februari 1722 i Å församling, Östergötlands län, död 21 maj 1793 i Tjällmo församling, Östergötlands län, var en svensk präst. 

## Biografi
Wistenius föddes 21 februari 1722 på Vistén i Å församling. Han var son till häradsdomaren Nils Johansson och Kirstin Botvidsdotter. Wistenius började sina studier i Söderköping och Linköping. Han blev i juli 1742 student vid Uppsala universitet. 12 juli 1752 prästvigdes han. Wistenius blev 27 maj 1757 magister vid Greifswalds universitet. Han blev 30 augusti 1758 brukspredikant vid Finspångs bruk. Wistenius tog pastors examen 4 mars 1767. Han blev 18 september 1769 kyrkoherde i Tjällmo församling och prost 6 oktober 1784. Wistenius avled 21 maj 1793 i Tjällmo församling och begravdes 28 maj samma år.

### Familj
Wistenius gifte sig första gången 29 december 1757 med Sophia Björnlund (1733-1758). Hon var dotter till en kyrkoherde Theodor Björnlund i Rystads församling och Margareta Gabrielsdotter Iser.
Wistenius gifte sig andra gången 20 februari 1759 med Hedvig Sundelis (1738-1807). Hon var dotter till bruksinspektor Hans Sundelis på Sonstorps bruk och Charlotta Mosberg i Hällestads socken. De fick tillsammans barnen Sophia Christina Wistenius som var gift med kyrkoherden Per Laurenius i Östra Stenby församling, Beata Charlotta Wistenius som var gift med kyrkoherden Olof Johan Nordwall i Tjällmo församling, Anna Hedvig Wistenius som var gift med komministern J. Sevenius i Tjällmo församling, Elisabeth Ulrica Wistenius (1766-1775), Samuel Wistenius (1769-1769), dödfött barn (1770), Maria Lovisa Wistenius (1772-1772), superkargören Samuel Niclas Wistenius (1774-1805) vid Svenska Ostindiska Companiet och Ulrica Rebecca Wistenius som var gift med kyrkoherden Carl Backe i Skärkinds församling.